# Gerónimo Rulli
Gerónimo Rulli (ur. 20 maja 1992 roku w La Placie) – argentyński piłkarz, występujący na pozycji  bramkarza we francuskim klubie Olympique Marsylia oraz w reprezentacji Argentyny. Zwycięzca Mistrzostw Świata 2022 oraz Copa América 2024. Posiada także obywatelstwo włoskie.

## Kariera
Rulli jest wychowankiem Estudiantes La Plata. W młodzieżowych sekcjach tego klubu bramkarz grał do 2011.  Latem tego samego roku Gerónimo został dodany do pierwszej drużyny Estudiantes. 24 lipca 2014 roku Argentyńczyk został wypożyczony do Realu Sociedad. W hiszpańskim klubie Rulli zadebiutował w meczu z FK Krasnodar w kwalifikacjach do Ligi Europy. W 84 minucie meczu zszedł z boiska, ponieważ nabawił się złamania kości śródstopia. Zwycięzca Ligi Europy w sezonie 2020/2021.